# روژنوف (ناحیه ناخود)
روژنوف (به چکی: Rožnov) یک منطقهٔ مسکونی در جمهوری چک است که در ناحیه ناخود واقع شده‌است. روژنوف ۳۸۲ نفر جمعیت دارد.